# Cratere Van Wijk
Van Wijk è un cratere lunare di 31,06 km situato nella parte sud-occidentale della faccia nascosta della Luna.